# If You Want to Sing Out, Sing Out
"If You Want to Sing Out, Sing Out" é uma canção popular de Cat Stevens. Sua primeira aparição ocorreu em 1971, no filme Harold and Maude.
Stevens escreveu todas as músicas de Harold and Maude entre 1970 e 1971, durante a época em que ele estava componto e gravando o seu álbum Tea for the Tillerman. Porém, "If You Want to Sing Out, Sing Out" e duas outras canções daquele período não foram lançadas como singles ou como faixas de álbuns em qualquer momento. Uma trilha sonora não-oficial do filme foi lançada naquela época contendo a canção. Ela foi finalmente lançada mais tarde em um álbum de 1984, Footsteps in the Dark: Greatest Hits, Vol. 2, juntamente com suas canções anteriormente não lançadas. Além disso, a canção apareceu na versão britânica do seu álbum de 2003 The Very Best of Cat Stevens.